# Cierra Bravard
Pour les articles homonymes, voir Bravard.
Cierra Bravard, née le 14 octobre 1989 à Sandusky (Ohio), est une joueuse américaine de basket-ball évoluant au poste d'intérieure.

## Biographie
À sa sortie des Seminoles de Florida State (15,0 pts et 7,8 rebonds en 2010-2011 puis 14,2 points et 6,6 en 2011-2012), elle signe en tant qu'agent libre avec le Storm de Seattle où elle dispute six rencontres pour 0,5 point de moyenne.
Elle commence sa carrière professionnelle en Espagne à Gérone pour la saison 2012-2013, mais puis y revint la saison suivante après un détour en Israël avec Bnot Hertzeliya. En 2014-2015, elle joue en championnat grec (parcours européen dans le club grec de Protéas (14,4 points et 7,9 rebonds) puis retrouve l'Espagne l'année suivante avec l'université du Guipuscoa (Saint-Sébastien). En 25 matchs, ses statistiques sont de 16,6 points avec une adresse de 47,5 %, 10,9 rebonds, 2,2 passes décisives et 20 d'évaluation de moyenne en 2015-2016 les couleurs de San Sébastien. Elle y passe deux saisons avant d'être remplacée par  Markeisha Gatling.
Elle passe ensuite deux années avec le club français de Basket Landes (11 points et 6 rebonds de moyenne en 2017-2018), puis signe durant l'été 2018 avec un autre club tricolore, Tarbes.

## Carrière
- 2008-2012 :  Seminoles de Florida State
- 2013 :  Storm de Seattle
- 2012-2014 :  Uni Gérone CB
- 2012-2014 :  Bnot Hertzeliya
- 2012-2014 :  Uni Gérone CB
- 2014-2015 :  Proteas
- 2015-2016 :  Université du Guipuscoa
- 2016-2018 :  Basket Landes
- 2018-2019 :  Tarbes Gespe Bigorre

## Distinctions individuelles
- All-ACC Freshman Team (2009[7].)
- All-ACC First Team (2011[7])